# Garret Dillahunt
Garret Dillahunt, né le 24 novembre 1964 à Castro Valley, est un acteur américain.

## Biographie
Garret Dillahunt est né le 24 novembre 1964 à Castro Valley, est un acteur américain. Ses parents, David et Jeanne sont issus de la classe ouvrière. Il a deux frères, Brett et Eric (décédé).
Il a étudié le journalisme à l'Université de Washington et il est diplômé d'un master à l'Université de New York.

## Carrière
Il interprète le personnage Matthew Ross dans la série télévisée Les 4400, le collaborateur travaillant avec Shawn dans le centre. Il joue les rôles de Jack McCall et Francis Wolcott dans Deadwood (2004-2006). Il a le rôle du Terminator ennemi Cromartie dans  Terminator : Les Chroniques de Sarah Connor (2008-2009).
Il interprète également le personnage de Burt Chance dans la série Raising Hope de 2010 à 2014. Il joue le rôle principal de John Dorie dans Fear The Walking Dead de 2018 à 2021.
Au cinéma, il a joué dans No Country for Old Men, L'Assassinat de Jesse James par le lâche Robert Ford, La Route, Winter's Bone, Looper et Twelve Years a Slave.
A la télévision, il a fait des apparitions dans les séries : X-Files, Les Experts, Urgences, New York, police judiciaire, Burn Notice, Justified, Numb3rs et Raising Hope..

## Filmographie

### Cinéma

#### Longs métrages
- 1999 : Last Call de Christine Lucas : Curtis
- 2001 : Danny Balint (The Believer) de Henry Bean : Billings
- 2007 : No Country for Old Men (No Country for Old Men) de Joel et Ethan Coen : Shérif-adjoint Wendell
- 2007 : L'Assassinat de Jesse James par le lâche Robert Ford (The Assassination of Jesse James by the Coward Robert Ford) d'Andrew Dominik : Ed Miller
- 2009 : La Dernière Maison sur la gauche (The Last House on the Left) de Dennis Iliadis (en) : Krug
- 2009 : La Route (The Road) de John Hillcoat : Kirk, un membre du gang
- 2010 : Winter's Bone de Debra Granik : Shérif Baskin
- 2010 : Dans l'œil du tigre (Burning Bright) de Carlos Brooks : Johnny Gaveneau
- 2010 : Amigo de John Sayles : Lieutenant Compton
- 2010 : Oliver Sherman de Ryan Redford : Sherman Oliver
- 2012 : Looper de Rian Johnson : Jesse
- 2012 : Revenge for Jolly! de Chadd Harbold : Gary
- 2012 : My Two Daddies (Any Day Now) de Travis Fine : Paul Fliger
- 2013 : Twelve Years a Slave de Steve McQueen : Armsby
- 2013 : Houston de Bastian Günther : Robert Wagner
- 2014 : The Scribbler de John Suits : Hogan
- 2014 : Just Before I Go de Courteney Cox : Lucky Morgan
- 2015 : Beast de Sam McKeith et Tom McKeith : Rick Grey
- 2015 : Against the Sun de Brian Falk : Harold Dixon
- 2016 : Jeu trouble (Come and Find Me) de Zack Whedon : John Hall
- 2017 : Wheelman de Jeremy Rush : Clayton
- 2018 : Les Veuves (Widows) de Steve McQueen : Bash
- 2018 : Braven, la traque sauvage (Braven) de Lin Oeding : Kassen
- 2018 : Rounding Third de Robert Deaton et George Flanigen : Michael
- 2020 : Sergio de Greg Barker : Bill von Zehle
- 2021 : Army of the Dead de Zack Snyder : Frank
- 2021 : The Long Home de James Franco : Bellwether
- 2022 : Ambulance de Michael Bay : Capitaine Monroe
- 2022 : Là où chantent les écrevisses (Where the Crawdads Sing) d'Olivia Newman : Pa
- 2022 : Blonde d'Andrew Dominik : Boss (non crédité)
- 2023 : Gray Matter de Meko Winbush : Derek
- 2023 : Jusqu'au bout du monde (The Dead Don't Hurt) de Viggo Mortensen : Alfred Jeffries

#### Courts métrages
- 2001 : By Courier de Peter Riegert : L'homme
- 2004 : Mr. Ed de Michael Spiller : Jim Hendry
- 2008 : John's Hand de Catherine Butterfield : John
- 2009 : Water Pills de Blake Soper : Hal
- 2009 : One Night Only de Chadd Harbold : Richard
- 2017 : The Good Time Girls de Courtney Hoffman : Rufus Black

### Télévision

#### Séries télévisées
- 1993 - 1994 : On ne vit qu'une fois (One Life to Live) : Charlemagne Moody
- 1996 : New York Police Blues (NYPD Blue) : Bryce Coopersmith
- 1998 : X-Files : Aux frontières du réel (The X-Files) : Edward Skur
- 1998 : Maximum Bob : Deputé Dawson Hayes
- 1998 : Sept jours pour agir (Seven Days) : Kevin Poe
- 1998 : Millennium : Rick Van Horn
- 2001 : Leap Years : Gregory Paget
- 2002 / 2006 : New York, police judiciaire (Law & Order) : Julian Preuss / Eric Lund
- 2003 - 2004 : A Minute with Stan Hooper : Lou Peterson
- 2003 / 2009 : Les Experts (CSI : Crime Scene Investigation) : Luke / Tom O'Neill
- 2004 - 2005 : Deadwood : Jack McCall / Francis Wolcott
- 2005 : The Inside : Dans la tête des tueurs (The Inside) : Karl Robie Jr.
- 2005 : Les Experts : Manhattan (CSI : NY) : Steve Collins
- 2005 - 2006 : Les 4400 (The 4400) : Matthew Ross
- 2005 - 2006 : Urgences (ER) :  Steve Curtis
- 2006 : The Book of Daniel : Jésus
- 2006 : Numbers : Jack Tollner
- 2007 : Damages : Marshall Phillips
- 2007 : John from Cincinnati : Dr Michael Smith
- 2007 - 2009 : Life : Roman Nevikov
- 2008 - 2009 : Terminator : Les Chroniques de Sarah Connor (Terminator : The Sarah Connor Chronicles) : Cromartie / John Henry / George Laszlo
- 2009 : Esprits Criminels (Criminal Minds) : Mason Turner
- 2009 : Lie to Me : Eric Matheson
- 2009 : New York, unité spéciale (Law & Order : Special Victims Unit) : Kevin O'Donnell
- 2009 : FBI : Duo très spécial (White Collar) : Patrick Aimes
- 2010 : La nouvelle vie de Gary (Gary Unmarried) : Goose
- 2010 : The Glades : Eddie Strickland
- 2010 - 2013 : Burn Notice : Simon Escher
- 2010 - 2014 : Raising Hope : Burt Chance
- 2011 : Memphis Beat : Tim Wayne
- 2011 : Alphas : Jonas Englin
- 2013 : Newsreaders : Mikhail Rousseau
- 2013 - 2014 : Paloma : Matthew
- 2014 : Elementary : Bart MacIntosh
- 2014 - 2017 : Hand of God : Keith "KD" Dennison
- 2015 : Justified : Ty Walker
- 2015 : Brooklyn Nine-Nine : Détective Dave Majors
- 2015 - 2017 : The Mindy Project : Dr Jody Kimball-Kinney
- 2017 : Blindspot : Travis
- 2017 - 2018 : The Gifted : Dr Roderick Campbell
- 2017 - 2018 : The Guest Book : Dr Andrew Brown
- 2018 - 2021 : Fear the Walking Dead : John Dorie
- 2022 : Dead to Me : l'agent Glenn Moranis
- 2024 : High Potential : lieutenant Melon

#### Téléfilms
- 1998 : Remembering Sex de Julie Lynch : Chris Goodman
- 2012 : Liaisons interdites (TalhotBlond) de Courteney Cox : Thomas Montgomery
- 2017 : Monsters of God de Rod Lurie : Colonel Bill Lancaster

## Distinctions

### Récompenses
- 3e cérémonie des Black Film Critics Circle Awards 2013 : Meilleure distribution dans un drame historique pour Twelve Years a Slave (2012) partagée avec Benedict Cumberbatch, Paul Dano, Sarah Paulson, Chiwetel Ejiofor, Michael Fassbender, Paul Giamatti, Scoot McNairy, Lupita Nyong'o, Adepero Oduye, Brad Pitt, Michael Kenneth Williams et Alfre Woodard.

### Nominations
- 2009 : Fright Meter Awards du meilleur acteur dans un thriller horrifique pour La Dernière Maison sur la gauche (The Last House on the Left) (2009).
- 2010 : Fangoria Chainsaw Awards du meilleur acteur dans un thriller horrifique pour La Dernière Maison sur la gauche (The Last House on the Left) (2009).
- 14e cérémonie des Phoenix Film Critics Society Awards 2013 : Meilleure distribution dans un drame historique pour Twelve Years a Slave (2012) partagée avec Chiwetel Ejiofor, Michael Fassbender, Lupita Nyong'o, Benedict Cumberbatch, Paul Dano, Paul Giamatti, Brad Pitt, Alfre Woodard, Adepero Oduye, Sarah Paulson, Scoot McNairy, Taran Killam, Chris Chalk, Michael Kenneth Williams, Liza J. Bennett, Kelsey Scott, Quvenzhané Wallis, Devyn A. Tyler et Cameron Zeigler.
- 2014 : Gold Derby Awards de la meilleure distribution dans un drame historique pour Twelve Years a Slave (2012) partagée avec Brad Pitt, Chiwetel Ejiofor, Alfre Woodard, Paul Dano, Lupita Nyong'o, Chris Chalk, Benedict Cumberbatch, Sarah Paulson, Michael Fassbender, Paul Giamatti, Taran Killam, Scoot McNairy, Adepero Oduye et Michael Kenneth Williams.
- 20e cérémonie des Screen Actors Guild Awards 2014 : Meilleure distribution dans un drame historique pour Twelve Years a Slave (2012) partagée avec Brad Pitt, Chiwetel Ejiofor, Alfre Woodard, Paul Dano, Lupita Nyong'o, Chris Chalk, Benedict Cumberbatch, Sarah Paulson, Michael Fassbender, Paul Giamatti, Taran Killam, Scoot McNairy, Adepero Oduye et Michael Kenneth Williams.
- 2014 : Seattle Film Critics Awards de la meilleure distribution dans un drame historique pour Twelve Years a Slave (2012) partagée avec Brad Pitt, Chiwetel Ejiofor, Alfre Woodard, Paul Dano, Lupita Nyong'o, Chris Chalk, Benedict Cumberbatch, Sarah Paulson, Michael Fassbender, Paul Giamatti, Taran Killam, Scoot McNairy, Adepero Oduye et Michael Kenneth Williams.

## Voix francophones
En France, Vincent Ropion est la voix régulière de Garret Dillahunt, qu'il double depuis 2005.
En France
| - Vincent Ropion dans : - Les 4400 (série télévisée) - Numb3rs (série télévisée) - Life (série télévisée) - Lie to Me (série télévisée) - New York, unité spéciale (série télévisée) - La Route - Burn Notice (série télévisée) - The Glades (série télévisée) - Raising Hope (série télévisée) - Elementary (série télévisée) - Hand of God (série télévisée) - Justified (série télévisée) - Brooklyn Nine-Nine (série télévisée) - Jeu trouble - Wheelman - Blindspot (série télévisée) - The Gifted (série télévisée) - Fear the Walking Dead (série télévisée) - Les Veuves - Sergio - Army of the Dead - High Potential (série télévisée) - Xavier Fagnon dans (les séries télévisées) : - Terminator : Les Chroniques de Sarah Connor - Esprits criminels - Les Experts - Sébastien Desjours dans (les séries télévisées) : - Deadwood (2e voix) - John from Cincinnati | Et aussi - Olivier Jankovic dans New York Police Blues (série télévisée) - Denis Laustriat dans New York, police judiciaire (série télévisée, 1re voix) - Jérôme Pauwels dans Deadwood (série télévisée, 1re voix) - Jean-François Vlérick dans Les Experts : Manhattan (série télévisée) - Philippe Ariotti dans Urgences (série télévisée) - Tristan Petitgirard dans New York, police judiciaire (série télévisée, 2e voix) - Jean-François Lescurat dans The Inside : Dans la tête des tueurs (série télévisée) - Gérard Malabat dans Damages (série télévisée) - Luc Boulad dans FBI : Duo très spécial (série télévisée) - Axel Kiener dans Looper - Philippe Vincent dans Liaisons interdites (téléfilm) - Martial Le Minoux dans The Scribbler - Laurent Maurel dans Ambulance - Arnaud Léonard dans Dead to Me (série télévisée) - Didier Brice dans Là où chantent les écrevisses - Sylvain Agaësse dans Plus tard, j'atteindrai les étoiles - Bernard Lanneau dans Ghosts of Beirut (en) (mini-série) |